# 萩山新田干拓
萩山新田干拓（はぎやましんでんかんたく）は、千葉県佐倉市の大字。2017年10月31日現在の人口は0人。郵便番号285-0000。

## 地理
北は印西市山田干拓一区、北東は印西市平賀干拓、東は飯田干拓、南東は飯野、南は萩山新田、西は土浮、北西は土浮干拓に隣接している。

## 小・中学校の学区
市立小・中学校に通う場合、学区は以下の通りとなる。
| 地域 | 小学校             | 中学校             |
| ---- | ------------------ | ------------------ |
| 全域 | 佐倉市立内郷小学校 | 佐倉市立佐倉中学校 |

## 施設
- 萩山下機場

## 交通

### 道路
- 主要地方道
  - 千葉県道65号佐倉印西線